# Лейбман, Генрих Львович
Ге́нрих Льво́вич Ле́йбман (18 декабря 1919 — 24 февраля 2003) — советский оператор неигрового кино, участник Великой Отечественной войны.

## Биография
Родился 18 декабря 1919 года в Минске. С 1935 года работал ассистентом оператора на Минской студии хроникально-документальных фильмов. В мае 1939 года был призван в ряды Красной армии, воинское звание — младший лейтенант.
После начала Второй мировой войны сентябре 1939 года во время вхождения Красной армии на территорию Польши при так называемом присоединения Западной Украины и Западной Белоруссии к СССР вместе с четырьмя другими кинооператорами белорусской студии (Иосифом Вейнеровичем, Владимиром Цитроном, Моисеем Беровым и Владимиром Цеслюком) был отправлен для съёмок этого события. Несмотря на то, что из Москвы было отправлено для съёмок около сорока кинооператоров, почти все известные на сегодняшний день кадры были сняты именно белорусскими операторами, среди которых был Генрих Лейбман. Несмотря на то, что по мнению властей в хронике была недостаточно отражена военная тема, вопреки практике, именно белорусский выпуск киножурнала «Новости дня» показывался по всей стране с 29 сентября по 3 ноября 1939 года.
Во время Великой Отечественной войны служил в Московском военном округе в 1 прожекторном полку ПВО. В дальнейшем — в 553 зенитном артиллерийском полку Северного фронта.
С 1946 — оператор на Минской киностудии научно-популярных и хроникально-документальных фильмов (в дальнейшем — «Беларусьфильм»). В 1953 был вторым оператором на игровой картине «Зелёные огни». В том же году с группой операторов-документалистов участвовал в съёмке траурных мероприятий во время похорон Сталина — материалы легли в основу фильма «Великое прощание» (1953).
Помимо участия в фильмах снимал сюжеты для кинопериодики «Советская Белоруссия», а также всесоюзного киножурнала «Новости дня» — не менее 30—35 сюжетов в год. Проработал на студии до 1985 года.
Член Союза кинематографистов Белорусской ССР.

## Фильмография
- 1953 — Великое прощание (совм. с группой операторов)
- 1954 — Дружба (совм. с группой операторов)
- 1960 — Кукуруза в БССР
- 1960 — Новые машины
- 1961 — Они идут первыми
- 1961 — Волшебные гаммы
- 1962 — Последний хутор
- 1962 — Колорадский жук
- 1963 — Мечты зовут
- 1964 — В чаду экстаза
- 1964 — Современница
- 1965 — Березинский заповедник
- 1965 — День Великой Победы (совм. с группой операторов)[6]
- 1965 — Дорогами отцов (совм. с группой операторов)[6]
- 1965 — Зелёный дом
- 1965 — Солдатские будни
- 1966 — Ты пришёл на завод
- 1966 — Полимеры служат человеку
- 1967 — Рождение гиганта
- 1967 — Праздничный альбом
- 1967 — На нашей улице праздник
- 1968 — Белая Вежа
- 1968 — Беловежская пуща
- 1969 — Беловежский зубр
- 1969 — Боль моя — Хатынь (совм. с группой операторов)[6]
- 1969 — Жизнь надо льдом
- 1969 — Сколько счастью лет
- 1969 — Цветы в декабре
- 1970 — Биография моей жизни
- 1970 — Давным-давно закончен бой (совм. с группой операторов)[6]
- 1970 — Одинь день в мае
- 1970 — Третий трудовой
- 1970 — Школьное лесничество
- 1971 — Есть такая республика
- 1971 — Человек из моей жизни
- 1971 — Минск — столица БССР
- 1971 — Трактор вчера, сегодня, завтра
- 1972 — Есть такая республика
- 1972 — Белоруссия на ВДНХ
- 1973 — Хочу жить
- 1974 — На Прибалтийской железной дороге
- 1974 — Гектар хлеба
- 1975 — Новь белорусского села
- 1976 — Дом Макаровых
- 1976 — Начальник комплекса
- 1976 — Тюльпаны для друзей (совм. с группой операторов)[6]
- 1977 — Фехтование на шпагах
- 1977 — Лявониха — душа ласковая[7]
- 1978 — Баллада о Нарочи
- 1978 — Нет
- 1979 — Миллион яиц в день
- 1979 — Водные ресурсы
- 1980 — Прощание
- 1981 — Прогрессивное содержание овец
- 1981 — Есть такое село — Вертилишки

Кадры, снятые Г. Лейбманом в дни похорон И. Сталина в марте 1953 года, также вошли в картину «Государственные похороны» (2019).

## Награды
- медаль «За победу над Германией в Великой Отечественной войне 1941-1945 гг.» (1945)[2]
- орден Отечественной войны II степени (6 апреля 1985)[8]

## Комментарии
1. ↑  Каждый из операторов — И. Вейнерович, М. Беров, С. Фрид, В. Цитрон, В. Цеслюк, Г. Вдовенков, И. Комаров, В. Китае, А. Мартынов, В. Пужевич, Г. Лейбман, В. Окулич, И. Пикман — должен был снять не менее 30–35 сюжетов в год. <…> …кинодокументалистам приходилось работать на пределе возможностей. Десять дней, которые отделяли выход текущего номера «Советской Беларуси» от последующего, пролетали стремительно.  — из книги К. Ремишевского «История, ожившая в кадре. Белорусская кинолетопись: испытание временем. Книга 2. 1954—1969».